# Світ, повний демонів. Наука, як свічка у пітьмі
Світ, повний демонів. Наука, як свічка у пітьмі - книга астрофізика Карла Сагана 1995 року, в якій автор має на меті пояснити науковий метод мирянам та спонукати людей до вивчення критичного та скептичного мислення. Він описує методи, що допомагають розрізняти ідеї, які вважаються справжньою наукою, і ті, які можна вважати псевдонаукою. Саган каже, що коли нові ідеї пропонуються на розгляд, їх слід перевірити скептично. 

## Теми
Саган пояснює, що наука - це не просто сукупність знань, а спосіб мислення. Саган показує, наскільки наукове мислення є і образним, і дисциплінованим, приводячи людину до розуміння того, яким насправді є Всесвіт, а не яким вони хочуть сприймати його. Він каже, що наука працює набагато краще, ніж будь-яка інша система, оскільки у неї є "вбудована машина для виправлення помилок". :27 Забобони та псевдонаука перешкоджають здатності багатьох мирян цінувати красу та переваги науки. Скептичне мислення дозволяє людям будувати, розуміти, обмірковувати та розпізнавати дійсні та недійсні аргументи . По можливості, повинна бути незалежна перевірка концепцій, правдивість яких повинна бути доведена. Він каже, що розум і логіка переможуть, коли буде відома правда. Висновки виходять із засновків, і прийнятність засновків не слід недооцінювати чи переоцінювати через упередженість. 

### Дракон у моєму гаражі
Як приклад скептичного мислення, Саган пропонує розповідь про вогняного дракона, який живе в його гаражі. Коли він переконує раціонального, відкритого відвідувача зустріти дракона, відвідувач зауважує, що вони не в змозі побачити істоту. Саган відповідає, що "забув згадати, що вона - невидимий дракон". Відвідувач пропонує розкласти борошно по підлозі, щоб можна було побачити сліди істоти, що, за словами Сагана, є хорошою ідеєю, "але цей дракон пливе в повітрі". Коли відвідувач розглядає можливість використання інфрачервоної камери, щоб побачити невидимий вогонь істоти, Саган пояснює, що вогонь без жару. Він продовжує протиставляти кожен запропонований фізичний тест із причиною, чому тест не працює. 
Закінчує Саган, запитуючи: "А в чому полягає різниця між невидимим плаваючим драконом, який видихає вогонь без жару і його відсутністю?" Якщо немає ніякого способу спростувати моє твердження, жоден мислимий експеримент, який би його спростовував, що тоді означає говорити про те, що мій дракон існує? Ваша неспроможність визнати мою гіпотезу - це зовсім не те ж саме, що її доведення".

### Комплект для виявлення кулі
Саган представляє набір інструментів для скептичного мислення, які він називає "набором для виявлення повітряної кулі". :210 Скептичне мислення складається як з побудови аргументованого твердження, так і з визнання помилкового або фальшивого. Щоб визначити помилковий аргумент, Саган пропонує використовувати такі інструменти, як незалежне підтвердження фактів, дебати, розвиток різних гіпотез, кількісна оцінка, використання бритви Оккама та можливість спростування. "Набір для виявлення повітряної кулі" Сагана також пропонує інструменти для виявлення "найпоширеніших помилок логіки та риторики", таких як звернення до авторитету та статистики з малої вибіркою. За допомогою цих інструментів Саган аргументує переваги критичного розуму і пояснює самокорегуючу природу науки. 
Саган надає скептичний аналіз декількох прикладів того, що він називає забобонами, шахрайством та псевдонаукою, таких як відьми, НЛО, екстрасенсорне сприйняття та зцілення за допомогою віри . Він критично ставиться до організованої релігії. 
[джерело?]

### Зловживання наукою
Саган вказує, що наукою можна зловживати. Він дуже критично ставиться до Едварда Теллера, "батька водневої бомби" та впливу Теллера на політику, і протиставляє його позицію позиції Лінуса Полінга та інших вчених, які наполягали на моралі.

## Сприйняття та спадщина
Книга була бестселером New York Times і вважається дуже важливою книгою сучасного скептичного руху.